# Advanced Photon Source
Die Advanced Photon Source, kurz APS, ist eine Synchrotronstrahlungsquelle der dritten Generation am Argonne National Laboratory ca. 40 km südwestlich von Chicago und wird von mehr als 450 Angestellten betrieben. Die erste Synchrotronstrahlung wurde am 26. März 1995 produziert. An mehr als 60 Beamlines werden Fragestellungen aus angewandter Forschung und Grundlagenforschung vor allem in den Gebieten der Physik, Chemie, Materialwissenschaft, den Geowissenschaften sowie den Lebenswissenschaften bearbeitet. Bis Dezember 2016 sind von Nutzern der APS insgesamt mehr als 18.500 Artikel in wissenschaftlichen Fachzeitschriften veröffentlicht worden.